# Das Walroß und der Zimmermann

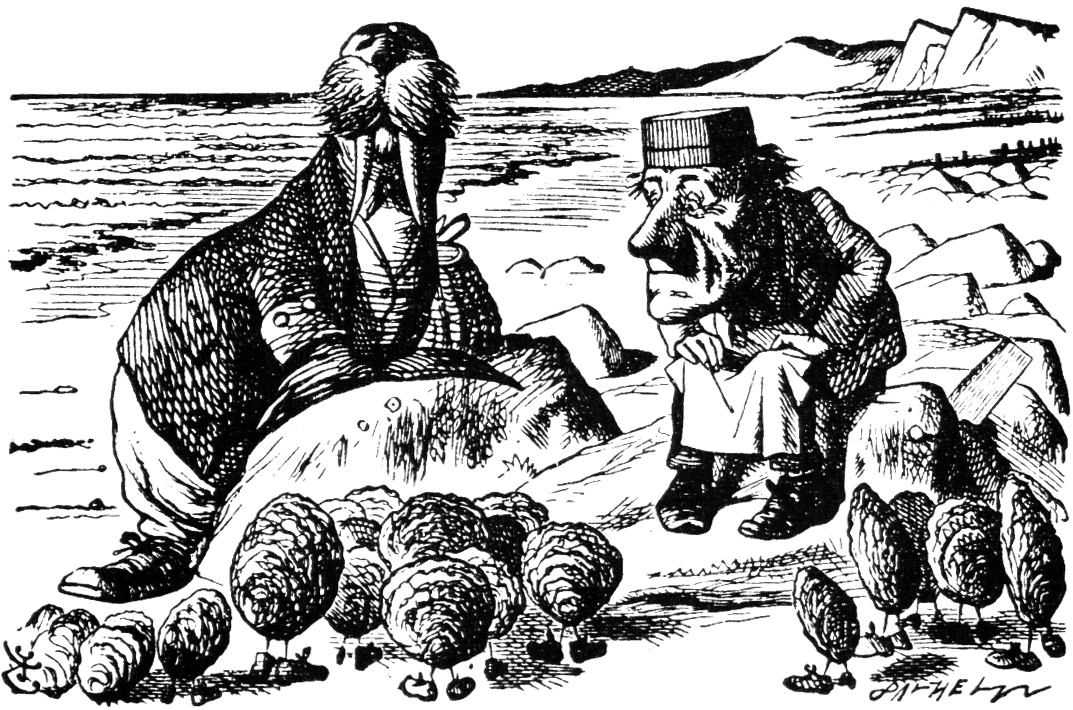
Das Walross und der Zimmermann in der Originalillustration von John Tenniel

Das Walroß und der Zimmermann (in neueren Editionen Walross geschrieben; im englischen Original The Walrus and the Carpenter) ist ein narratives beziehungsweise erzählendes Gedicht des britischen Schriftstellers Lewis Carroll, das 1871 in dem Kinderbuch Alice hinter den Spiegeln (Through the Looking-Glass), der Fortsetzung zu Alice im Wunderland, veröffentlicht wurde. Es gleicht von Reimschema und Syntax einer traditionellen englischen Ballade, vom Text einem Unsinnsgedicht. Neben Jabberwocky aus demselben Buch und The Hunting of the Snark gehört es zu den bekanntesten Gedichten Carrolls und auch zu den bekanntesten englischsprachigen Nonsensgedichten.
Das Gedicht besteht aus 18 Strophen und 108 Versen und verwendet abwechselnd einen jambischen Vierheber und einen jambischen Trimeter als Versfuß. Das Reimschema ist ABCBDB. Im Buch wird das Gedicht von drei Illustrationen John Tenniels veranschaulicht.
Im vierten Kapitel des Buches hört Alice das Gedicht von den Zwillingen Zwiddeldum und Zwiddeldei (engl. Tweedledum and Tweedledee). Es handelt von einem Walross und einem Zimmermann, die am Strand einige sprechende Austern finden und diese schließlich verspeisen.

## Handlung

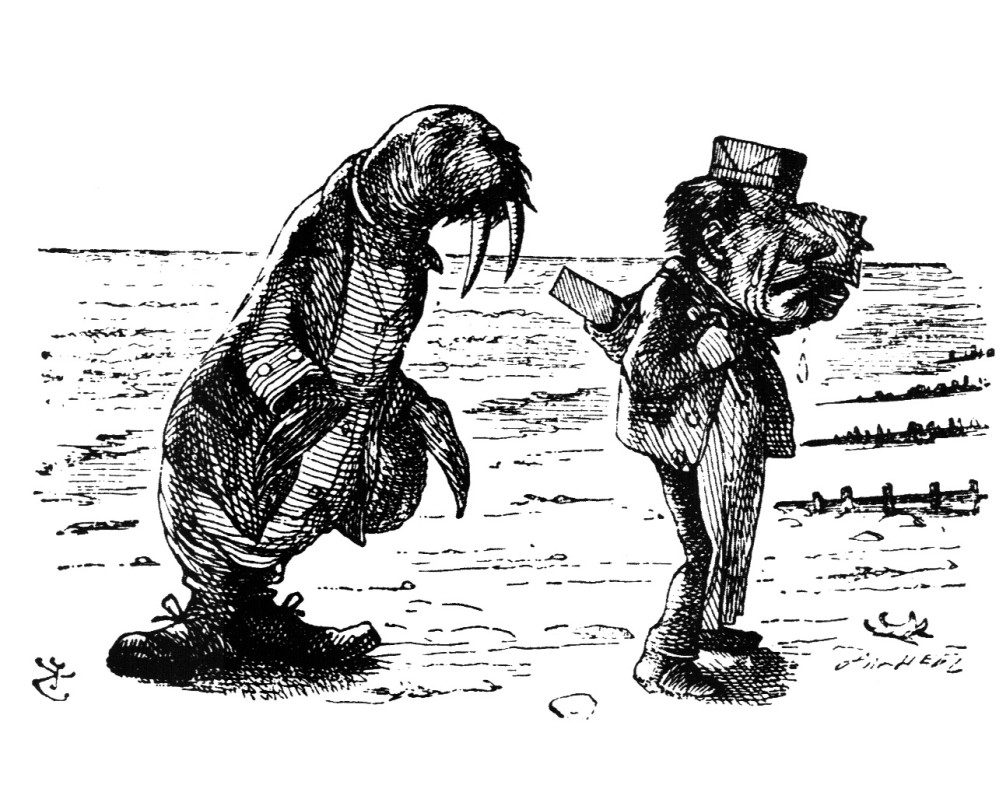
Die erste Strophe:
The sun was shining on the sea,
Shining with all his might:
He did his very best to make
The billows smooth and bright--
And this was odd, because it was
The middle of the night.

Alice hat sich im Wald verlaufen und trifft auf Zwiddeldum und Zwiddeldei. Nachdem sie mit ihnen getanzt hat, fragt Alice die Zwillinge nach dem Weg aus dem Wald. Stattdessen erzählt Zwiddeldei ihr ein Gedicht:
In einer Nacht, in der die personifizierten Sonne und Mond gleichzeitig am Himmel stehen, weinen das Walross und der Zimmermann an einem Strand wegen der großen Menge an Sand. Sie schlagen einer ufernahen Gruppe Austern vor, zu viert mit ihnen zu gehen. Gegen den Rat der ältesten Auster kommen viele junge Austern aus dem Meer an den Strand. Nachdem sie eine Meile am Strand gegangen waren, lassen sich das Walross und der Zimmermann auf einem Stein nieder und das Walross lädt die Austern zu einem Gespräch und einem Essen ein. Die Austern hoffen, dass sie nicht selbst verspeist werden. Das Walross bereut den Trick, mit dem sie die Austern getäuscht haben, es weint und bekundet seine Sympathie. Der Zimmermann fragt die Austern, ob sie zurück nach Hause gehen sollten, doch es stellt sich heraus, dass das Walross und er zusammen mit Brot bereits alle Austern gegessen hatten.
Nachdem die Zwillinge das Gedicht vorgetragen haben, bekundet Alice ihre Sympathie für das Walross, das wenigstens ein bisschen mit den Austern mitfühlte. Doch als die Zwillinge erzählen, dass es mehr Austern gegessen hatte als der Zimmermann, mag Alice diesen lieber. Die Zwillinge verraten dann, dass der Zimmermann so viele aß, wie er konnte, und Alice ist sprachlos. (Sie ist sich nicht sicher, ob die Absicht oder das Ergebnis einer Handlung dessen Moralität bestimmen.) Schließlich verkündet sie, dass beide sehr unangenehme Charaktere waren. Anschließend bringen die Zwillinge sie zum Roten König.

## Hintergrund

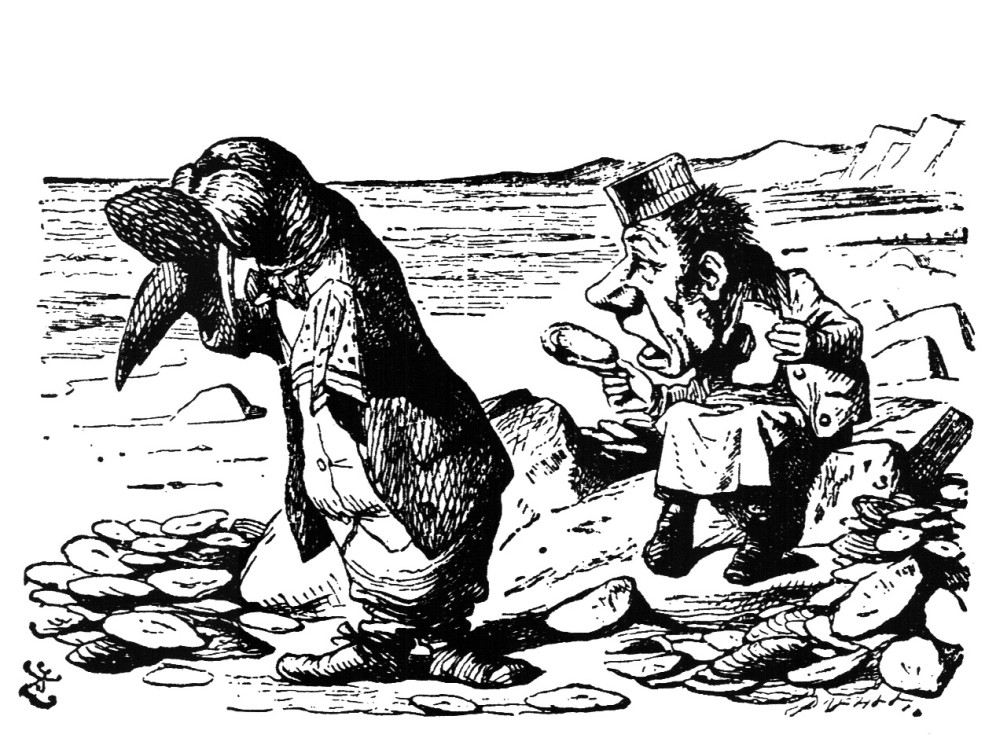
Die letzte Strophe:
O Oysters, said the Carpenter,
You’ve had a pleasant run!
Shall we be trotting home again?'
But answer came there none--
And this was scarcely odd, because
They’d eaten every one.

Das Gedicht soll Ähnlichkeiten zu Thomas Hoods Ballade The Dream of Eugene Aran aufweisen. Carroll selbst widersprach dieser These später und stellte klar, er habe beim Schreiben kein bestimmtes Gedicht im Sinn gehabt, außerdem würde Eugene Aran nicht in den Stil passen, genau wie viele andere Gedichte, die er gelesen habe und die nicht in der gleichen Weise geschrieben seien.
Im Begleitbuch The Annotated Alice beschreibt Martin Gardner, dass Carroll, als er seinem Illustrator John Tenniel das Manuskript für Alice hinter den Spiegeln übergab, diesem in einer handschriftlichen Notiz die Wahl ließ, neben dem Walross einen Zimmermann (carpenter), einen Schmetterling (butterfly) oder einen Baronet zu malen, da alle in das Metron passten. Tenniel entschied sich für den Zimmermann. Gardner weist auch darauf hin, dass die Alice-Bücher nicht immer symbolisch gemeint, sondern als Kinderbuch und nicht zur Analyse verrückter Leute gedacht seien.
Dies hielt jedoch beispielsweise die Figuren im Film Dogma nicht davon ab, das Walross als Karikatur von Buddha oder Ganesha und den Zimmermann als Karikatur Jesu Christi zu interpretieren. Auch andere sahen einen tieferen Sinn in dem Gedicht: John Boynton Priestley beispielsweise vertrat 1957 im New Statesman die Ansicht, das Walross und der Zimmermann seien politische Figuren, und Walter Russell Mead sah in seinem Buch God and Gold von 2007 im Walross das Vereinigte Königreich und im Zimmermann die Vereinigten Staaten, „die sich typisch protestantisch und angelsächsisch in transzendenten Idealismus hineingeschaukelt haben“.
In den Dramatis personae, die in den frühen Editionen von Through the Looking-Glass bis 1896 im Vorwort enthalten waren, identifiziert Carroll Walross und Zimmermann im das gesamte Buch überspannenden Kontext des Schachspiels als Roten Läufer und Roten Springer.

## Einfluss
Das Walroß und der Zimmermann hatte einen weitreichenden Einfluss auf die Populärkultur und Medien aller Art. Insbesondere die elfte Strophe wurde vielfach zitiert und adaptiert:
"The time has come," the Walrus said,

"To talk of many things:

Of shoes—and ships—and sealing-wax—

Of cabbages—and kings—

And why the sea is boiling hot—

And whether pigs have wings."
»Die Zeit ist reif«, das Walroß sprach,

»Von mancherlei zu reden –

Von Schuhen – Schiffen – Siegellack,

Von Königen und Zibeben –

Warum das Meer kocht, und ob wohl

Die Schweine manchmal schweben.«
Die deutsche Übersetzung stammt von Christian Enzensberger aus dem Jahr 1963. „Talk of cabbages and kings“ ist im Englischen zu einem geflügelten Wort geworden, mit dem eine breit gefächerte Diskussion beschrieben wird.
Das Gedicht wurde vielfach in Lyriksammlungen wiederveröffentlicht sowie als illustrierte Version eigenständig herausgegeben.

### Musik
Das Gedicht inspirierte John Lennon zu dem 1967 veröffentlichten Nonsenslied I Am the Walrus der Beatles. In einem Interview mit dem Playboy 1980 offenbarte Lennon, dass er damals nicht wirklich über das Gedicht nachgedacht hatte und ihm später klar wurde, dass Carroll im Gedicht den Kapitalismus kommentiere und das Walross der Bösewicht war, und schlug humorvoll vor, er hätte das Lied I Am the Carpenter nennen sollen, was jedoch nicht so gut gepasst hätte.
Ein Jahr später zitierte der Singer/Songwriter Harry Nilsson das Gedicht fast wörtlich. In der dritten Strophe seines Liedes Mr. Richland’s Favorite Song von 1968 heißt es: “The time has come the Walrus said / To speak of other things (...) But the time has come the Walrus said / To call your fans by name”. Da Nilsson und Lennon eine große Wertschätzung füreinander hatten (die später zur Freundschaft wurde), bleibt offen, ob Nilssons Reminiszenz sich eher auf Carroll oder auf den Beatlessong bezieht.
Auch die Musiker Sting und Shaggy (in Just One Lifetime), Donovan (in The Walrus and the Carpenter) und Jimmy Buffett (in That’s What Living is to Me) nehmen Bezug auf das Gedicht.

### Film
Im Disney-Zeichentrickfilm Alice im Wunderland von 1951 wird das Gedicht etwas modifiziert (als The Walrus and the Carpenter, or The Story of the Curious Oysters, deutsch Das Walroß und der Zimmermann, oder Die Geschichte von den neugierigen Austern) von Zwiddeldum und Zwiddeldei gesungen, die sich dafür in Sonne und Mond verwandeln. Einige Strophen wurden dafür neu gedichtet. Die besagte elfte Strophe wird zweimal vorgetragen, die Zeile „of cabbages and kings“ sogar viermal (im Deutschen ist die Strophe stark abgewandelt). Im Original werden alle Figuren von J. Pat O’Malley gesprochen, in der deutschen Fassung spricht Victor Janson das Walross und Erwin Biegel den Zimmermann.
Das Walross wird als intelligentes, faules und hochnäsiges Mitglied der Oberschicht mit Schnurrbart, Zigarre, Zylinder und Gehstock dargestellt, der Zimmermann als eifriger, dämlicher Arbeiter, der handelt, bevor er denkt. Die beiden gehen am Strand entlang und der Zimmermann entdeckt im Wasser eine Austernfamilie. Das Walross begibt sich ins Wasser und umwirbt die jungen Austern, die ihm entgegen dem Rat ihrer Mutter bei einem Flötensolo in Rattenfänger-Manier an den Strand folgen. Der Zimmermann hat in der Zeit ein Restaurant aus Treibgut gebaut. Am Tisch fordert das Walross etwas Brot, der Zimmermann bereitet daraufhin in der Küche das Brot und eine Sauce zu. Währenddessen verspeist das Walross alle Austern und beweint sie anschließend. Der Zimmermann wird wütend, als er den Trick bemerkt, und jagt das Walross über den Strand. Gegen Ende des Films nehmen das Walross, der Zimmermann und die Austern am Klüngelrennen teil, das Walross und der Zimmermann schließen sich später der Herzkönigin an und verfolgen Alice.
Das Gedicht wird in vielen Verfilmungen von Alice im Wunderland dargestellt, darunter der Fernsehfilm von 1985 (mit Karl Malden als Walross und Louis Nye als Zimmermann), der Film von 1999 mit Peter Ustinov und Pete Postlethwaite als die beiden Figuren und die Miniserie von 2009.
Weitere Filme, in denen das Gedicht vorkommt, sind unter anderem Animal Crackers, Dogma, Die Hafenkneipe von Tahiti (Donovan’s Reef), Harriet, die kleine Detektivin und Tusk. Auch in den Fernsehserien Once Upon a Time in Wonderland, Geheimauftrag für John Drake (Danger Man, Episode The Black Book), Verrückter wilder Westen (The Wild Wild West, Episode The Night of the Underground Terror), Die Sieben-Millionen-Dollar-Frau (The Bionic Woman, Episode Die Erbschaft), Erdferkel Arthur und seine Freunde (Arthur, Episode I’m a Poet) und Doctor Who (Episode Die Ringe von Akhaten) wird das Gedicht zitiert.

### Sonstige
Auch in weiteren Medien wie dem Videospiel Alice: Madness Returns und R. C. Sherriffs Theaterstück Journey’s End kommen das Walross und der Zimmermann vor. Der Süddeutsche Rundfunk produzierte 1995 ein Hörspiel von Christine Wunnicke mit dem Titel Das Walroß und der Zimmermann unter der Regie von Hans Gerd Krogmann.